# 마스토돈 (소프트웨어)
마스토돈(영어: Mastodon)은 오이겐 로흐코가 개발한 자유-오픈 소스 소프트웨어 자체 호스팅 소셜 네트워크 서비스이다.

## 기능
사용자는 다른 사람들이 볼 수 있도록  "툿" (Toots)으로 불리는 짧은 형태의 글을 게시할 수 있다.
표준 마스토돈 인스턴스에서는 트위터의 문자 제한인 280자보다 많은 최대 500자를 게시할 수 있다으며, 일부 인스턴스에서는 더 긴 글을 지원하고 있다.
사용자는 단일 중앙 웹사이트나 애플리케이션이 아닌 특정 마스토돈 서버에 가입할 수 있다 서버는 네트워크의 노드로 연결되며, 각 서버는 자체 규칙, 계정 권한, 다른 서버와의 메시지 공유 여부를 관리할 수 있다.
마스토돈은 버전 2.9.0부터 기본적으로 새 사용자를 위해 단일 열 모드를 제공했다. 고급 모드에서 Mastodon은 트윗덱의 마이크로블로깅 인터페이스와 유사합니다.

### 사생활 보호
마스토돈에는 다양한 개인정보 보호 기능이 포함되어 있다. 각 메시지에는 다양한 개인정보 보호 옵션이 있으며, 사용자는 글을 공개할지 비공개로 할지 선택할 수 있다.
공개 메시지는 타임라인이라고 하는 글로벌 피드에 표시되고, 비공개 메시지는 사용자를 팔로우하는 사람들의 타임라인에만 공유된다. 메시지는 타임라인에서 비공개로 표시하거나 사용자 간에 직접 전송할 수도 있다. 사용자는 자신의 계정을 완전히 비공개로 표시할 수도 있다.
타임라인에서 글을 선택적으로 콘텐츠 경고을 통해서 가릴 수 있으며, 해당 글을 읽고자 하는 사용자는 글을 클릭하여 내용을 확인해야 한다.
마스토돈 서버는 이 기능을 사용하여 스포일러, 트리거 경고 및 업무에 적합하지 않은 (NSFW) 콘텐츠를 숨길 수 있으며 일부 계정은 이 기능을 사용하여 다른 사람이 읽고 싶어하지 않을 수 있는 링크와 생각을 숨겼다.
마스토돈은 로컬 및 연방 타임라인의 글을 실시간으로 집계합니다. 로컬 타임라인은 단일 서버의 사용자 글을 표시하는 반면, 페더레이션 타임라인은 참여하는 모든 마스토돈 서버의 글을 표시한다.
사용자는 전체 이메일 주소 형식과 유사한 사용자 이름을 사용하여 연결된 마스토돈 서버를 통해 통신할 수 있다.

### 콘텐츠 관리
2017년 초, 사라 정과 같은 언론인들은 괴롭힘을 퇴치하는 접근 방식에서 마스토돈과 트위터의
마스토돈은 각 서버가 바람직하지 않은 유형의 콘텐츠를 제한하거나 걸러낼 수 있는 커뮤니티 기반 조정을 사용하는 반면, 트위터는 콘텐츠 조정 에 대한 단일 글로벌 정책을 사용합니다. 서버는 비방적인 내용이 포함된 글을 제한하거나 필터링할 수 있다.
마스토돈 소프트웨어의 주요 개발자인 오이겐 로흐코는 소규모의 밀접하게 관련된 커뮤니티가 대기업의 소규모 안전 팀보다 원치 않는 행동을 더 효과적으로 처리한다고 생각한다고 밝혔다.
사용자는 트위터와 마찬가지로 다른 사람을 차단하고 관리자에게 신고할 수도 있다.
인스턴스 관리자는 다른 인스턴스가 자신의 인스턴스와 상호 작용하는 것을 차단할 수 있으며. #fediblock 해시태그를 붙인 글을 게시해서 일부 인스턴스 관리자와 사용자는 조정이 필요한 문제를 다른 사람들에게 알릴 수 있다.

### X와의 비교
X (구 트위터)와 달리 마스토돈은 기본적으로 페디버스에서 해시태그와 언급된 계정만 검색할 수 있도록 허용하지만 서버 관리자가 일래스틱서치를 통해 인덱싱을 선택한 공개 게시물의 전체 텍스트를 검색하는 기능을 활성화할 수 있도록 허용할 수 있다.

## 같이 보기
- Bluesky - 소셜 미디어 서비스
- 디아스포라 (소셜 네트워크)
- Fediverse - 분산 소셜 미디어
- Misskey - 오픈 소스 분산 소셜 네트워크 서비스